# مرتضی هدایی
مرتضی هدایی (زادهٔ ۳۱ تیر ۱۳۶۰) مدیرفیلمبرداری اهل ایران است.

## زندگی‌نامه
مرتضی هدایی (زادهٔ ۳۱ تیر ۱۳۶۰، تهران مدیرفیلمبرداری سینمای ایران است. مرتضی هدایی در سال ۱۳۷۸ از هنرستان صداوسیما در رشته هنرهای نمایشی فارغ‌التحصیل شد و سپس در رشته نمایش در دانشکده هنر و معماری تهران ادامه تحصیل داد و در سال ۱۳۸۰ با مدرک لیسانس فارغ‌التحصیل شد. خیلی سریع در ۲۲ سالگی فیلمبرداری فیلم بیست و یک اینچ به کارگردانی ابوذر صفاریان را به عهده گرفت. در سال ۱۳۸۷ به عنوان مدیر فیلمبرداری در فیلم چاله حضور داشت که در مجله هالیوودریپورتر توسط منتقد معروف دبورا یانگ از او تقدیر شد. مرتضی هدایی همزمان با کار در سینمای ایران به عنوان خبره در دانشگاه علمی کاربردی و در مدرسه فیلم آزاد به مدیریت مسعود کیمیایی به تدریس فیلمبرداری پرداخت. در سال ۱۳۸۶ برنده دیپلم افتخار بهترین فیلمبرداری در سومین جشنواره فیلم کوتاه برای فیلم سایه شد و در سال ۱۳۹۰ برنده دیپلم افتخار بهترین دستاورد فنی و هنری برای فیلم در انتظار معجزه به کارگردانی رسول صدرعاملی در بخش بین‌الملل سی امین جشنواره فیلم فجر شد. در سال ۱۳۹۹ برای فیلم  بی همه چیز  کاندید دریافت سیمرغ بلورین شد. مرتضی هدایی جوانترین عضو انجمن فیلمبرداران سینمای ایران است.

## فیلم‌شناسی
| نام فیلم               | سال  | مدیر فیلمبرداری | فیلمبردار دوم | کارگردان          | تلویزیونی | سینمایی |
| ---------------------- | ---- | --------------- | ------------- | ----------------- | --------- | ------- |
| بیست و یک اینچ         | ۱۳۸۲ | آری             |               | ابوذر صفاریان     |           | آری     |
| مستند اودیسه دریایی    | ۱۳۸۲ | آری             |               | مرحوم سیف لله داد |           | آری     |
| قصه‌های اردو            | ۱۳۸۳ | آری             |               | احمد موسوی        | آری       |         |
| هفت شب                 | ۱۳۸۴ | آری             |               | امیر قاسم راضی    | آری       |         |
| آواز گنجشک‌ها           | ۱۳۸۴ |                 | آری           | مجید مجیدی        |           | آری     |
| اخراجی‌ها ۲             | ۱۳۸۷ |                 | آری           | مسعود ده نمکی     |           | آری     |
| دعوت                   | ۱۳۸۷ |                 | آری           | ابراهیم حاتمی کیا |           | آری     |
| چاله                   | ۱۳۸۷ | آری             |               | علی کریم          |           | آری     |
| چشمان تقریبانًگران      | ۱۳۸۸ | آری             |               | سجاد آوینی        | آری       |         |
| راز دشت تاران          | ۱۳۸۸ | آری             |               | محمد لطفعلی       | آری       |         |
| در انتظار معجزه        | ۱۳۸۸ | آری             |               | رسول صدرعاملی     |           | آری     |
| در امتداد شهر          | ۱۳۸۹ | آری             |               | علی عطشانی        |           | آری     |
| حباب                   | ۱۳۸۹ | آری             |               | سامان استرکی      | آری       |         |
| این جاده دو طرفه است   | ۱۳۹۰ | آری             |               | یلدا جبلی         | آری       |         |
| طهران نو               | ۱۳۹۰ | آری             |               | فرید سجادی حسینی  | آری       |         |
| من از سپیده صبح بیزارم | ۱۳۹۱ | آری             |               | علی کریم          |           | آری     |
| حق سکوت                | ۱۳۹۲ | آری             |               | محمدهادی نائیجی   |           | آری     |
| سد معبر                | ۱۳۹۵ | آری             |               | محسن قرایی        |           | آری     |
| آس و پاس               | ۱۳۹۵ | آری             |               | آرش معیریان       |           | آری     |
| هت‌تریک                 | ۱۳۹۵ | آری             |               | رامتین لوافی      |           | آری     |
| دشمن زن                | ۱۳۹۶ | آری             |               | کریم امینی        |           | آری     |
| رحمان ۱۴۰۰             | ۱۳۹۷ | آری             |               | منوچهر هادی       |           | آری     |
| قصر شیرین              | ۱۳۹۷ | آری             |               | سید رضا میرکریمی  |           | آری     |
| چپ راست                | ۱۳۹۸ | آری             |               | حامد محمدی        |           | آری     |
| بی همه چیز             | ۱۳۹۹ | آری             |               | محسن قرایی        |           | آری     |
| گربه سیاه              | ۱۳۹۹ | آری             |               | کریم امینی        |           | آری     |
| نگهبان شب              | ۱۴۰۰ | آری             |               | سید رضا میرکریمی  |           | آری     |
| قیف                    | ۱۴۰۱ | آری             |               | محسن امیریوسفی    |           | آری     |
| دو روز دیرتر           | ۱۴۰۲ | آری             |               | اصغر نعیمی        |           | آری     |
| باغ کیانوش             | ۱۴۰۲ | آری             |               | رضا کشاورز حداد   |           | آری     |